# テトリス (エレクトロニック・アーツ)
『テトリス』（Tetris）は、EA Mobileが開発しエレクトロニック・アーツより発売された、落ち物パズルゲームである。iOS、Android、BlackBerry OS、Windows Phone向けに配信された。2020年にサービス終了。

## 概要
ゲーム内容自体は一般的な『テトリス』のゲームと同様であり、2008年リリースの為テトリスのガイドラインに準拠したルールとなっている。
モードは標準的なテトリスである「マラソン」の他に、「マジック」が存在する。

## ゲーム内容
ゲーム内容は自体は他のテトリスのタイトルとほぼ同一であるが、新しいサウンドトラックが追加されている。また、プレイヤーはiPhoneやiPod Touch本体の音楽ライブラリから好きな曲を選んで、ゲームのBGMとして再生することも可能だった。ゲームモードは「マラソンモード」と「マジックモード」の2種類が用意されている。

### マラソンモード
マラソンモードはテトリスのクラシックなスタイルで、スコアとライン消去数が進行度として記録される。プレイ開始前に速度レベルを選択でき、全15レベルが用意されている。マジックモード同様、すべてのレベルをクリアするとゲームは終了となる。また、通常のテトリスとは異なり、マラソンモードは150ライン消去でゲームオーバーになる。マラソンモードをクリアすると、エンドレスモードがアンロックされる。

### マジックモード
マジックモードは強化版のゲームで、難易度が15段階に分かれている。難易度はレベルごとに上昇し、クリアすべきライン数やスピードも増えていく。指定されたライン数を消すと次のレベルに進み、失敗しても何度でもリトライ可能。iPhoneで電話がかかってきた場合でも、自動的にゲームは一時停止する。マジックモード最大の特徴は「ヘルパーオブジェクト」の存在で、これらはゲーム中で獲得可能な特殊アイテム。最初の5レベルで全種類が登場し、その後もライン消去やテトリミノ配置ごとに出現する。魔法のクレヨンやブロックをバブルに変換するアイテムなど、計5種類の特殊オブジェクトが用意されている。

## 歴史
2011年12月1日、iOS版テトリスは新バージョンに置き換えられ、新たに「マラソン・ワンタッチモード」が追加されたほか、有料サブスクリプションサービスが導入され、割引やプレミアムコンテンツの提供が始まった。
2020年1月、エレクトロニック・アーツ（EA）は同年4月21日にモバイル版テトリスのサービスを終了すると発表し、この日以降は完全版を購入していてもゲームのプレイが不可能となった。これに代わり、The Tetris CompanyはN3TWORKへライセンスを提供し、新たなモバイル版テトリスの開発を委託した。

## 評価
EA Mobileによる2011年版テトリスは、タッチ操作が「不必要に煩雑」と批判され、（オンライン）マルチプレイヤー機能が時代遅れと指摘されるなど、手厳しいレビューも多かった。
一方で2010年までに本作を含むモバイル版テトリスシリーズは合計1億件の有料ダウンロードを突破し、2021年には1億3200万件にまで拡大した。